# بوب أرمسترونغ (مصارع محترف)
بوب أرمسترونغ (بالإنجليزية: Bob Armstrong)‏ (3 أكتوبر 1939 – 27 أغسطس 2020) هو مصارع محترف أمريكي، ولد في ماريتا في الولايات المتحدة.

## روابط خارجية
- بوب أرمسترونغ على موقع دبليو دبليو إي (الإنجليزية)
- بوب أرمسترونغ على موقع WrestlingData.com (الإنجليزية)
- بوب أرمسترونغ على موقع CageMatch worker (الإنجليزية)
- بوب أرمسترونغ على موقع قاعدة بيانات المصارعة على الإنترنت (الإنجليزية)
- بوب أرمسترونغ على موقع عالم المصارعة على الإنترنت (الإنجليزية)